# 和谐3A型电力机车
HXD3A型电力机车（“和谐”电3A型），曾用名HXD3E型电力机车（“和谐”电3E型），是用于中国铁路的9600千瓦八轴货运电力机车，已完成实验阶段並定型，準備正式量产。

## 发展历史

### 背景
2004年，中华人民共和国国务院常务会议通过了《中长期铁路网规划》，并对研究通过的铁路机车车辆装备现代化实施方案明确指出，“加快我国铁路运输装备现代化，要按照引进先进技术、联合设计生产、打造中国品牌的总体要求”。根据国务院确立的上述方针，国家发改委与中华人民共和国铁道部于2004年7月联合下达了《大功率交流传动电力机车技术引进与国产化实施方案》，正式开始了新型交流传动电力机车的采购过程。2004年，中国北车集团大连机车车辆厂与日本东芝公司合作，引进了HXD3型7200千瓦交流传动电力机车；2007年，大连机辆公司又与德国庞巴迪公司合作，研制了HXD3B型9600千瓦交流传动电力机车。通过技术引进，大连机辆公司掌握了机车总成、车体、转向架、主变压器、牵引变流器、网络控制系统、牵引电动机、驱动装置和制动系统九大核心技术，并于2012年生产2台HXD3E型电力机车，后更名为HXD3A型。

### 研制
HXD3A型交流传动货运电力机车是中国北车集团大连机车车辆有限公司在HXD3型电力机车设计制造技术平台的基础上，借鉴了HXD3C型电力机车的成熟技术，研制的交流传动货运通用电力机车。该型机车借鉴了既有八轴货运电力机车应用经验，按照系列化、标准化、信息化、模块化的思路进行设计与制造。机车采用大功率异步牵引电机、卧式牵引变压器、IGBT元件组成的水冷变流器、单轴控制、微机网络控制系统、电子控制的制动系统、抱轴悬挂转向架、独立通风冷却等技术，机车单轴功率1200kW，最高运用速度120km/h，满足中国铁路牵引万吨级重载货运列车的需求。

### 运用
HXD3A型电力机车尚处在试验阶段，无运用和配属信息。目前2台机车均位于北京环铁进行试验中。2019年4月12日，大连机车车辆公司向国家铁路局申请该型机车的设计许可证与制造许可证，两者皆于5月5日获得批准。

## 同级产品
- HXD1型电力机车